# Jay Woodcroft
Jay Woodcroft (* 11. August 1976 in Toronto, Ontario) ist ein ehemaliger kanadischer Eishockeyspieler und derzeitiger -trainer. Während seiner aktiven Karriere spielte er unter anderem in der East Coast Hockey League und in der deutschen Eishockey-Oberliga auf der Position des Centers. Von 2008 bis 2018 war er als Assistenztrainer unter Todd McLellan bei den San Jose Sharks und Edmonton Oilers tätig, bevor er im April 2018 als neuer Cheftrainer der Bakersfield Condors aus der American Hockey League vorgestellt wurde. Im Februar 2022 beförderte man ihn dann innerhalb der Organisation zum Cheftrainer der Edmonton Oilers, eine Position, die er bis November 2023 innehatte.

## Karriere
Woodcroft begann seine Karriere spät im Alter von 20 Jahren, als er ein vierjähriges Stipendium an der University of Alabama-Huntsville erhalten hatte. Dort spielte er gleichzeitig für das Universitätsteam in der College Hockey America, einer Liga im Spielbetrieb der National Collegiate Athletic Association. In den vier Jahren seiner Zugehörigkeit zur Mannschaft bestritt der Kanadier 113 Partien, in denen er 123 Scorerpunkte erzielte. Zudem gewann er mit der Mannschaft zum Abschluss der Saison 1997/98 die NCAA-Meisterschaft der Division II durch zwei deutliche Siege über die Bemidji State University.
Nach Beendigung seines Studiums im Frühjahr 2000, dass er summa cum laude in Finanzwissenschaften abschloss, verpflichteten ihn die Jackson Bandits aus der East Coast Hockey League, bei denen er sein einziges Karrierespiel in einer professionell organisierten Liga absolvierte. In diesem Spiel erzielte der gelernte Centerspieler zudem ein Tor. Im darauffolgenden Sommer schloss sich Woodcroft den Missouri River Otters aus der United Hockey League an, für die er in 56 Partien 19 Punkte erzielte, ehe er in der folgenden Spielzeit 2001/02 in die West Coast Hockey League zu den Anchorage Aces wechselte. Nach nur 31 absolvierten Begegnungen für das Team kehrte er jedoch in die UHL zurück und lief für den Rest der Saison 2001/02 sowie die gesamte Spielzeit 2002/03 für die Flint Generals auf. In 82 Partien verbuchte er für diese 44 Scorerpunkte. Im Sommer 2003 erfolgte der nächste Wechsel, als er sich entschied für die Corpus Christi Rayz in der Central Hockey League aufzulaufen. Diese verließ er aber nach nur einem Jahr und wechselte nach Europa, wo er in der Spielzeit 2004/05 in der deutschen Eishockey-Oberliga für die Stuttgart Wizards auf Torjagd ging. Zwar konnte er mit der Mannschaft keine großen Erfolge feiern, doch stellte er mit 49 Punkten in 36 Partien eine persönliche Karrierebestmarke auf. Nach dem Saisonende beendete er schließlich seine aktive Laufbahn.
Nach seinem Rücktritt verpflichteten die Detroit Red Wings den damals 29-jährigen aus der National Hockey League im Sommer 2005 als Assistenztrainer ihres neuen Cheftrainers Mike Babcock. Woodcroft beschränkte sich bei seiner Arbeit vor allem auf die Videoanalyse und die Unterstützung des Trainerteams. Insgesamt verblieb er drei Jahre bis zum Sommer 2008 in dieser Funktion und feierte am Ende der Saison 2007/08 den Gewinn des Stanley Cup mit der Mannschaft. Nachdem sein Assistenztrainerkollege Todd McLellan im Juni 2008 von den San Jose Sharks abgeworben und zum Cheftrainer befördert worden war, wurde Woodcroft, neben Todd Richards und Trent Yawney, wenig später als einer seiner Assistenztrainer verpflichtet. Wie bereits bei den Red Wings arbeitete Woodcroft größtenteils als Videoanalyst für die Nordkalifornier, besaß jedoch mehr Mitspracherecht bei Entscheidungen als in Detroit.
Nach der Saison 2014/15 wurde er samt Todd McLellan entlassen und wenige Wochen später bei den Edmonton Oilers eingestellt. Im September 2016 fungierte er als Co-Trainer des Team Nordamerika beim World Cup of Hockey 2016, einer Auswahl von U23-Spielern aus Kanada und den USA.
Nach der Saison 2017/18 wurde Woodcroft innerhalb der Organisation der Oilers als neuer Cheftrainer des Farmteams vorgestellt, der Bakersfield Condors aus der American Hockey League. Nach der Entlassung von Dave Tippett im Februar 2022 wurde Woodcroft zum Cheftrainer der Edmonton Oilers befördert. In den Playoffs 2022 führte er die Oilers zum ersten Mal seit 2006 wieder ins Conference-Finale, unterlag dort allerdings der Colorado Avalanche. Anschließend erhielt er im Juni 2022 einen neuen Dreijahresvertrag als Headcoach in Edmonton. Im November 2023 allerdings wurde der Kanadier nach einem schwachen Start in die Saison 2023/24 – 10 Niederlagen in 13 Partien – entlassen und durch Kris Knoblauch ersetzt.

## Erfolge und Auszeichnungen

### Als Spieler
- 1998 NCAA-Division-II-Championship mit der University of Alabama in Huntsville

### Als Trainer
- 2008 Stanley-Cup-Gewinn mit den Detroit Red Wings (als Assistenztrainer)

## Karrierestatistik
(Legende zur Spielerstatistik: Sp oder GP = absolvierte Spiele; T oder G = erzielte Tore; V oder A = erzielte Assists; Pkt oder Pts = erzielte Scorerpunkte; SM oder PIM = erhaltene Strafminuten; +/− = Plus/Minus-Bilanz; PP = erzielte Überzahltore; SH = erzielte Unterzahltore; GW = erzielte Siegtore; 1 Play-downs/Relegation; Kursiv: Statistik nicht vollständig)

### NHL-Trainerstatistik
(Legende zur Trainerstatistik: Sp oder GC = Spiele insgesamt; W oder S = erzielte Siege; L oder N = erzielte Niederlagen; T oder U = erzielte Unentschieden; OTL oder OTN = erzielte Niederlagen nach Overtime oder Shootout; Pts oder Pkt = erzielte Punkte; Pts% oder Pkt% = Punktquote; Win% = Siegquote; Resultat = erreichte Runde in den Play-offs)